# Occidental (California)
Occidental è una città census-designated place (CDP) della Contea di Sonoma, California, Stati Uniti. 
La popolazione secondo i dati del censimento del 2000 ammontava a 1.272 abitanti.

## Geografia fisica

### Territorio
Occidental ha un perimetro di circa 12,9 km². Si trova a 181 metri sul livello del mare, immersa nei boschi di Redwood.

### Clima
La National Weather Service registra che Occidental ha inverni freschi e piovosi, ed estati calde e secche.
La media delle temperature a gennaio va da 5,4 °C a 12,5 °C e a luglio dauly temperatures range from 10,7 °C a 25,5 °C. La temperatura più elevata venne registrata il 22 luglio 2006 ed era di 39,4 °C e la più bassa, registratal'11 marzo 2006 era di -2,2 °C. 
Ci sono circa 12,8 giorni all'anno con temperature di 32 °C o superiori e 2,1 giorni all'anno con temperature di 0 °C o inferiori.
La percentuale media di precipitazioni annue è di 1.402 mm. L'anno più piovoso fu il 1983 con 2.825 mm ed il più secco il 1976 con 527 mm.
La maggiore precipitazione in un mese si ebbe a gennaio del 1995 con 930 mm. 
Il giorno più piovoso fu il 5 gennaio 1966 con 216 mm. 
Le precipitazioni nevose in un anno sono solo di 5,1 mm. 
La precipitazione nevosa più cospicua si ebbe nel gennaio del 1974 con 280 mm/.

## Storia
Fondata nel 1876, Occidental era una stazione della North Pacific Coast Railroad che collegava Cazadero a Sausalito (California) presso il locale traghetto. La stazione fu chiamata all'inizio Howards, in onere di un proprietario terriero locale, soprannominato "Dutch Bill" il quale donò il proprio terreno alla compagnia ferroviaria e ne ebbe in cambio un pass a vita per usarne le linee.
La ferrovia causò una rapida espansione dell'industria del legname, e nel 1877 c'erano sei segherie nell'area di Occidental. 
I treni contribuirono anche al turismo verso Occidental da parte dei residenti della San Francisco Bay Area.

## Popolazione

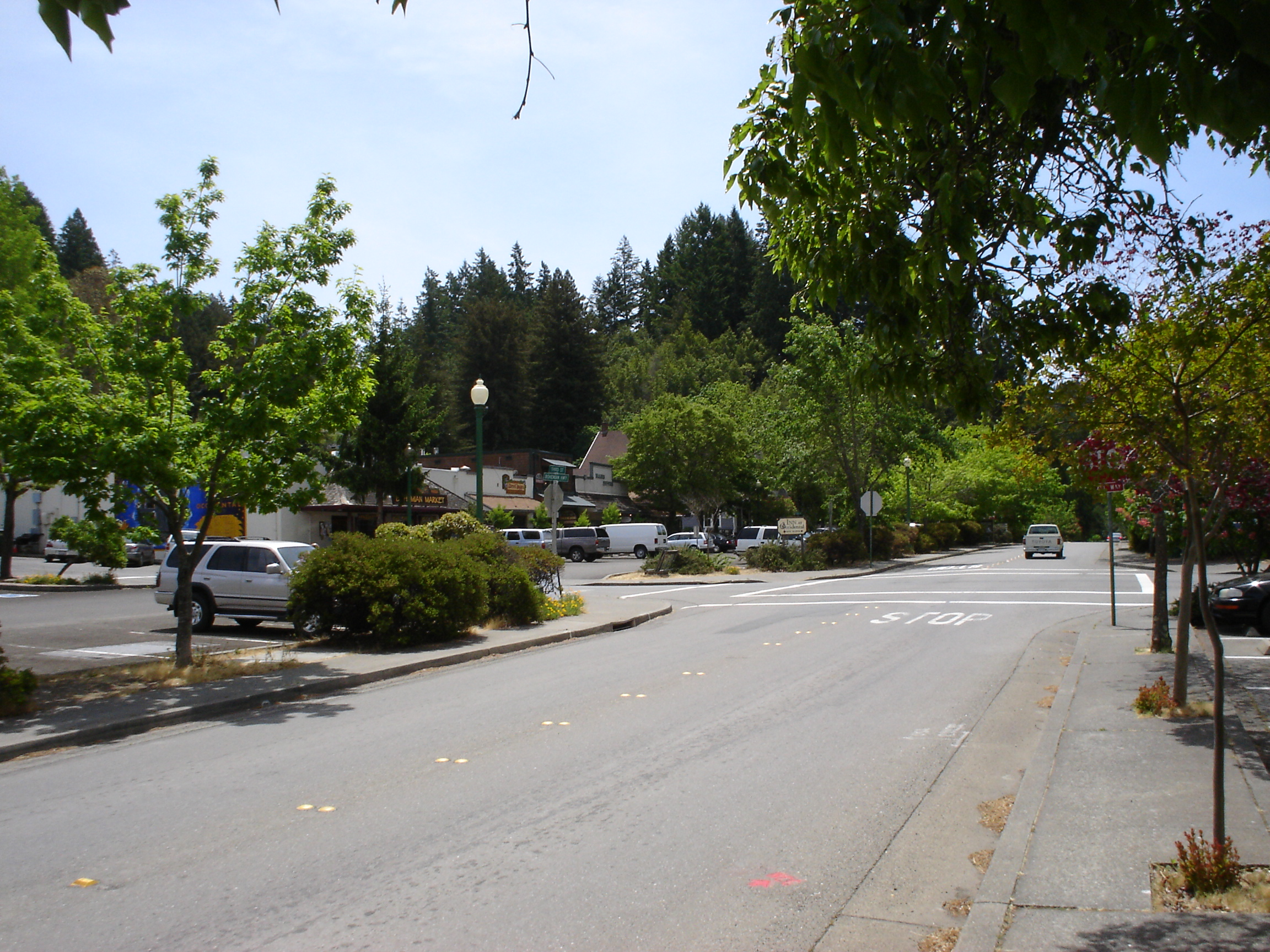
Downtown Occidental, maggio 2008

Secondo i dati del censimento del 2000 Occidental contava allora 1.272 abitanti, 524 nuclei residenziali, e 319 famiglie residenti. La densità di popolazione era di 99/km² c'erano 632 unità abitative ad una densità di 49/km². La conformazione razziale era per il 92,77% Razza Bianca, 0,55% Razza Nera, 0,79% Indiani americani, 1,18% Razza asiatica, 0,24% Razza del pacifico, 1,57% interrazziali, e 2,91% appartenenti a due o più razze diverse. Gli ispanici costituivano il 4,64% della popolazione.
C'erano 524 nuclei residenziali dei quali il 32,3% aveva tra i propri componenti bambini sotto i 18 anni conviventi, il 46,2% era costituito da coppie sposate conviventi, il 10,3% aveva un capo famiglia donna senza marito convivente, ed il 39,1% erano non-famiglie. Il 27,1% era costituito da singoli individui ed il 5,2% erano persone che vivevano da sole e avevano dai 65 anni in su. 
La media dei componenti di ogni nucleo era di 2,40 persone e la dimensione media di una famiglia era di 2,91 persone.
Le fasce di età della popolazione erano le seguenti, il 22,8% aveva meno di 18 anni, il 7,6% dai 18 ai 24 anni, il 27,7% dai 25 ai 44 anni, il 33,3% dai 45 ai 64, e l'8,6% di 65 anni e più. 
L'età media era di 41 anni. 
Per ogni 100 donne c'erano 99,7 uomini.
Per ogni 100 donne dai 18 anni in su, c'erano 100 uomini.
Il reddito medio individuale del capo famiglia era di $54.000, e la media dei redditi per un'intera famiglia era di $71.375. Gli uomini possedevano un reddito medio pari a $46.806 contro i $29.306 delle donne. Il reddito pro capite era di $25.970. 
Circa il 7,9% delle famiglie e il 9,8% della popolazione si trovavano sotto la soglia di povertà, incluso il 13,7% di quelli sotto i 18 anni e sopra i 65 anni.

## Amministrazione
Per la California State Legislature Occidental si trova nel California's 2nd State Senate district e nella California's 1st State Assembly district. 
Dal punto di vista federale, Occidental si trova nel California's 6th congressional district.

## Luoghi di incontro

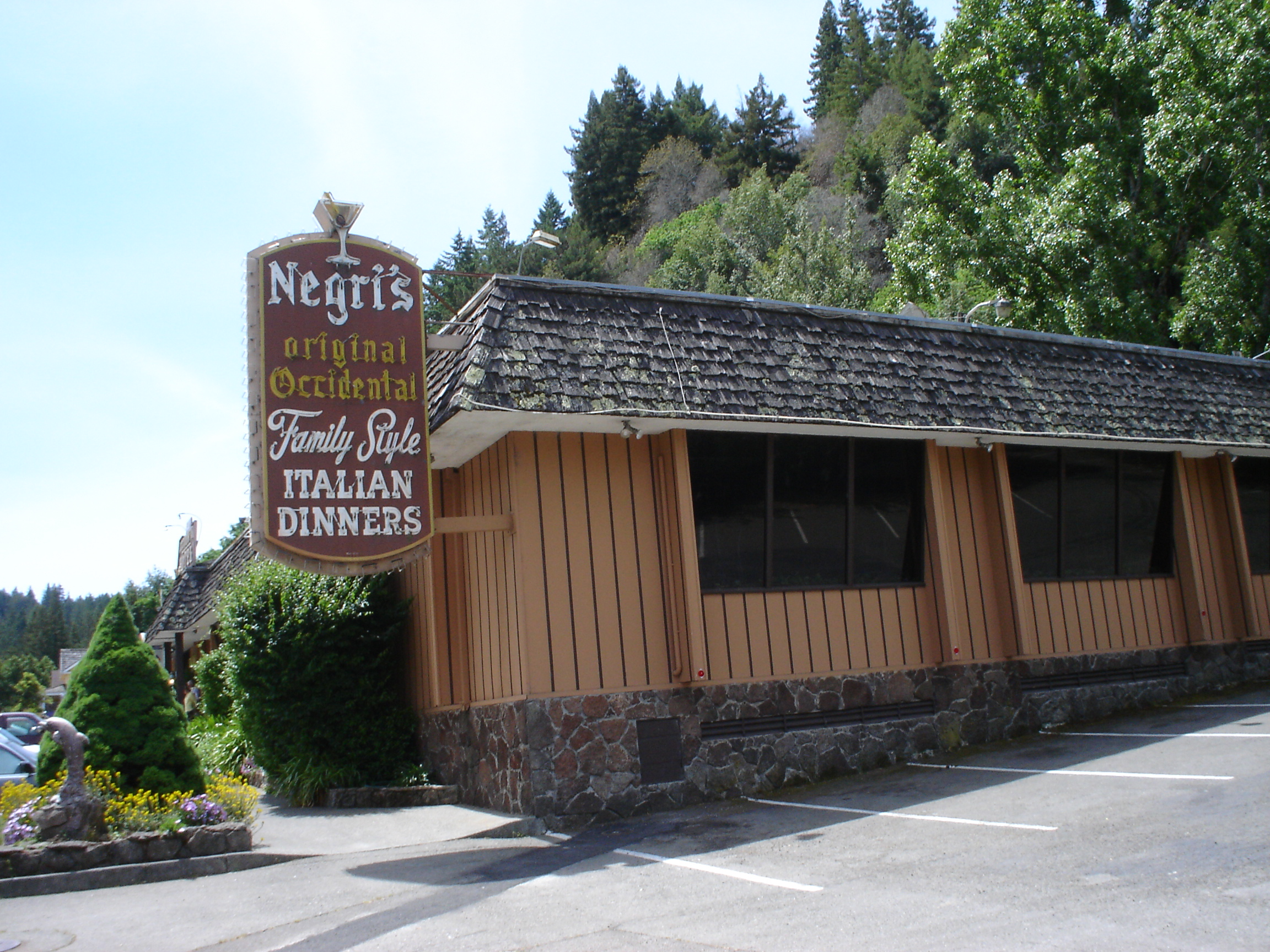
Negri's Restaurant, Occidental

Occidental è una località con un'alta concentrazione di artisti e personaggi famosi che l'hanno scelta come dimora nei tempi recenti, essa è stata anche il luogo di ritrovo dei movimenti antagonisti che caratterizzarono il periodo che va dalla fine degli anni sessanta fino alla metà degli anni settanta conosciuti come Hippy, essi crearono qui comunità come Morningstar, Wheeler Ranch, e Star Mountain.
C'è stato un periodo, all'inizio degli anni novanta, in cui la città divenne meta degli appartenenti ai movimenti Grounge o neo-hippie della Contea di Sonoma, ma l'innalzamento dei prezzi delle case e pressioni economiche rilevanti hanno spostato queste giovani famiglie verso Guerneville.
Per molti anni Occidental fu famosa per i propri ristoranti italiani, i quali servivano cene di cucina casalinga ad un prezzo fisso, seguendo un iter allora e ancora adesso molto in voga in Europa. 
I due ristoranti italiani sopravvissuti fino ai giorni nostri sono lo Union Hotel (fondato nel 1879) che si trova a 3703 Main Street e Negri's a 3700 Bohemian Highway.. 
Più di recente, il gran numero di fabbriche di birra della zona hanno fatto della Barley and Hops Tavern, a downtown Occidental un altro locale rinomato meta turistica.